# Голкохвіст ітурійський
Голкохвіст ітурійський (Telacanthura melanopygia) — вид серпокрильцеподібних птахів родини серпокрильцевих (Apodidae).

## Опис
Довжина птаха становить 15 см. Плямистий, лускоподібний візерунок на горлі є особливістю плямстоволих голкохвостів (Telacanthura). Забарвлення птаха темно-коричневе, майже чорне.

## Поширення і екологія
Ітурійські голкохвости мешкають в вологих тропічних лісах Західної і Центральної Африки, від Сьєрра-Леоне до заходу ДР Конго.